# Municipio de Foothills
El municipio de Foothills (en inglés: Foothills Township) es un municipio ubicado en el condado de Burke en el estado estadounidense de Dakota del Norte. En el año 2010 tenía una población de 21 habitantes y una densidad poblacional de 0,23 personas por km².

## Geografía
El municipio de Foothills se encuentra ubicado en las coordenadas 48°45′42″N 102°36′8″O / 48.76167, -102.60222. Según la Oficina del Censo de los Estados Unidos, el municipio tiene una superficie total de 93.19 km², de la cual 91,12 km² corresponden a tierra firme y (2,23 %) 2,08 km² es agua.

## Demografía
Según el censo de 2010, había 21 personas residiendo en el municipio de Foothills. La densidad de población era de 0,23 hab./km². De los 21 habitantes, el municipio de Foothills estaba compuesto por el 100 % blancos. Del total de la población el 0 % eran hispanos o latinos de cualquier raza.